# Ledra intermedia
Ledra intermedia är en insektsart som beskrevs av William Lucas Distant 1908. Ledra intermedia ingår i släktet Ledra och familjen dvärgstritar. Inga underarter finns listade i Catalogue of Life.